# 1012

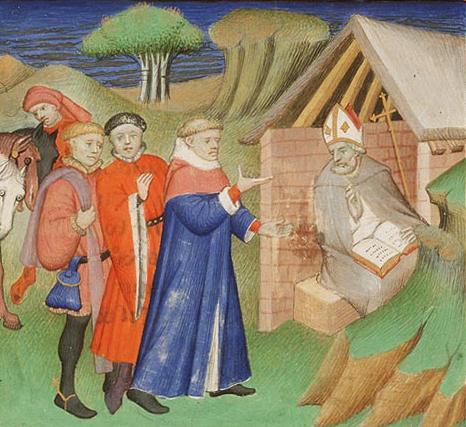
Ælfheah wordt om zijn advies gevraagd.

Het jaar 1012 is het 12e jaar in de 11e eeuw volgens de christelijke jaartelling.

## Gebeurtenissen

### Europa
- 1 april - Herman III, hertog van Zwaben, overlijdt kinderloos. Hierdoor houdt de mannelijke lijn van het huis van de Konradijnen op te bestaan. Herman wordt opgevolgd door Ernst I, een lid van het Huis van Babenberg.[1]
- 12 mei - Oldřich zet met militaire hulp van koning Hendrik II ("de Heilige") zijn broer Jaromír af als hertog van Bohemen. Hij wordt gearresteerd, maar vlucht naar Polen. Oldřich erkent Hendrik als heerser van Duitsland.[2]
- Boudewijn IV ("met de Baard"), graaf van Vlaanderen, krijgt de Zeeuwse Eilanden en Walcheren van Hendrik II ("de Heilige") in leen. Hendrik hoopt hiermee dat Boudewijn het bisdom Kamerijk niet meer zal aanvallen.[3]
- Godfried I ("de Kinderloze") wordt door Hendrik II ("de Heilige") als hertog van Neder-Lotharingen aangesteld. Dit vanwege om het westen van het Duitse rijk tegen Frankrijk te beschermen.

### Engeland
- Voorjaar - Koning Ethelred II ("de Onberadene") hervat de betalingen van Danegeld (ongeveer 48.000 pond), in een poging de plunderingen van de Deense Vikingen een halt toe te roepen. Het Danegeld en de hoge belastingen ruïneert de Engelse economie.[4]

### Religie
- 19 april - Ælfheah (Alfege), aartsbisschop van Canterbury, wordt vermoord door zijn Deense ontvoerders in Greenwich (nadat hij heeft geweigerd een losgeld van 3.000 pond te betalen voor zijn vrijlating).[5]
- 12 mei - Paus Sergius IV overlijdt in Rome na een pontificaat van 3 jaar. Hij wordt opgevolgd door Benedictus VIII als de 143e paus van Katholieke Kerk. Er ontstaat een bloedvete over de opvolging.[6]
- 25 december - Benedictus VIII krijgt veel weerstand van tegenpaus Gregorius VI en wordt uit Rome verbannen. Gregorius zoekt steun bij Hendrik II ("de Heilige"), maar weigert hem te erkennen.[7]

## Geboren
- Cai Xiang, Chinees kalligraaf, politicus en ingenieur (overleden 1067)
- Dobrognewa van Kiev, hertogin-gemalin van Casimir I (overleden 1058)
- Marpa ("de Vertaler"), Tibetaans boeddhistisch leraar (overleden 1097)
- Otto I (Eudes), hertog van Gascogne en Aquitanië (overleden 1039)[8]
- Theobald III, graaf van Blois, Dunois en Champagne (overleden 1089)

## Overleden
- 1 april - Herman III, Duits edelman en hertog (r. 1003 - 1012)
- 19 april - Ælfheah (Alfege), Engels aartsbisschop (r. 1006 - 1012)
- 12 mei - Sergius IV, paus van de Katholieke Kerk (r. 1009 - 1012)
- 18 mei - Johannes II Crescentius, Italiaans consul en politicus[9]
- 12 september - Guido van Anderlecht (Guidon), Vlaams heilige
- 18 oktober - Coloman, Schots bedevaartganger en martelaar
- Gaston II (Centule), burggraaf van Béarn (r. 1004 - 1012)
- Hugo III ("de Wijze"), Frans edelman (Huis van Lusignan)
- Otto II, hertog van Neder-Lotharingen (r. 991 - 1012)
- Roger I ("de Oude"), Frans edelman (r. 957 - 1012)
- Tedald van Canossa, Italiaans edelman en graaf[10]